# ラグワゴン
ラグワゴン（Lagwagon）は、カリフォルニア州ゴリータ出身のパンク・ロック・バンド。

## メンバー

### 現在のメンバー
- ジョーイ・ケープ (Joey Cape) - ボーカル (1990年-)
- クリス・フリッピン (Chris Flippin) - ギター (1990年-)
- デイヴ・ラウン (Dave Raun) - ドラムス (1996年-)
- クリス・レスト (Chris Rest) - ギター (1997年-)
- ジョー・ラポソ (Joe Raposo) - ベース (2010年-)

### 旧メンバー
- ジェシー・バグライオン (Jesse Buglione) - ベース (1990年-2010年)
- ショーン・デューイー (Shawn Dewey) - ギター (1990年-1996年)
- デリック・プロード (Derrick Plourde) - ドラムス (1990年-1996年) ※2005年死去
- ケン・ストリングフェロウ (Ken Stringfellow) - ギター (1996年-1997年) ※元ザ・ポウジーズ

## ディスコグラフィ

### スタジオ・アルバム
- Duh (1992年、Fat Wreck Chords)
- 『トラッシュド』 - Trashed (1994年、Fat Wreck Chords)
- Hoss (1995年、Fat Wreck Chords)
- Double Plaidinum (1997年、Fat Wreck Chords)
- Let's Talk About Feelings (1998年、Fat Wreck Chords)
- Blaze (2003年、Fat Wreck Chords)
- Resolve (2005年、Fat Wreck Chords)
- Hang (2014年、Fat Wreck Chords)
- 『レイラー』 - Railer (2019年、Fat Wreck Chords)